# Манько Вадим Олександрович
Вадим Манько (позивний — Омут; 1995, м. Харків — пом. 13 серпня 2022, Харківська область, Україна) — український військовослужбовець, капітан Національної гвардії України, учасник російсько-української війни, який загинув у ході російського вторгнення в Україну. Герой України (2022, посмертно).

## Життєпис
2017 року закінчив Національну академію Національної гвардії України за військовою спеціальністю — «Офіцер по роботі з особовим складом, референт-перекладач».
Проходив службу в окремому загоні спеціального призначення Східного територіального управління Національної гвардії України.
О 6:30 24 лютого 2022 року зведена група спецпризначенців на бронетранспортері висунулась в район перехрестя шосе Циркуни — Харків, де окупанти вже приступили до облаштування блокпоста, підступи до нього прикривали три бронемашини і Т-72. За пів кілометра від зазначеної точки гвардійці зупинились, замаскували БТР і непомітно наблизилися до непроханих гостей. Вадиму під час атаки дісталась ключова роль — офіцер двічі поцілив у ворожий танк з гранатомета і знищив його разом із екіпажем.
Окупанти намагалися відстрілюватись, але після того, як гвардійці знищили сімох із них, уцілілі рашисти змінили тактику — застрибнули у свої бронеавтомобілі, роз'їхались і, прикриваючись складками місцевості, відкрили вогонь із великокаліберних кулеметів. Раптом один із побратимів Вадима подав сигнал, що йому потрібна допомога — у нього було прострелено обидві ноги. Ризикуючи власним життям, капітан Манько кинувся на допомогу товаришу, наклав йому на кінцівки турнікети, зупинив кровотечу та виніс у безпечне місце.
Залишивши пораненого в укритті, Вадим кинувся до залишеного неподалік бронетранспортера і вже за кілька хвилин двома чергами з автоматичної гармати розстріляв два російські броньовики, «Тигр» і «Рись». Зазнавши втрат в живій силі та техніці, ворог відступив у напрямку державного кордону. Під час огляду знищеної техніки капітан Манько взяв у полон пораненого офіцера загону «Вимпел» управління росгвардії по вологодській області російської федерації.
17 червня 2022 року близько 11:00 під час чергування на спостережному посту поблизу с. Дементіївки на Харківщині, капітан Манько помітив чотирьох ворожих розвідників й особисто вирушив на їхнє перехоплення. Обійшовши росіян з флангу, гвардієць розстріляв усю четвірку. Відповідь окупантів не забарилася — за півтори години гвардійські позиції «накрило» залпом РСЗВ. Внаслідок обстрілу «Омут» дістав серйозну контузію й був направлений на стаціонарне лікування, проте у госпіталі офіцер провів лише кілька днів — він постійно наполягав на виписці, тож лікарям зрештою довелося поступитися і Вадим повернувся на передову. 
Близько 8:00 28 червня 2022 року група спецпризначенців виявила неподалік села ворожий опорний пункт, і перш ніж її помітили окупанти, вступила в бій. Вадим Манько першим увірвався на позицію та двома гранатами знищив близько десятка рашистів, решту добили його побратими. Але близько 15:00 у напрямку «опорника» висунулись три російські бронетранспортери. Ворог відкрив шквальний вогонь, намагаючись повернути втрачену позицію. Українські оборонці витримали вогневу навалу та дали гідну відсіч окупантам. Першим же влучним пострілом з протитанкового гранатомета капітан Манько зніс башту ворожого БТР та вогнем зі стрілецької зброї знищив вісьмох російських солдатів. За 20 хвилин ворожий резерв був повністю знищений.
13 серпня 2022 року, поблизу села Соснівки на півночі Харківщини російські окупанти здійснили дистанційний керований підрив української броньованої машини, яка прямувала за пораненими. Старшим групи медичної евакуації був капітан Вадим Манько. Він наказав пораненим побратимам евакуюватися, а сам, попри численні поранення тулуба та ніг, прикривав їх відхід вогнем з кулемета на башті бойової машини. Ворог розстріляв автомобіль з ручних гранатометів.

## Нагороди
- Звання Герой України з удостоєнням ордена «Золота Зірка» (6 жовтня 2022, посмертно) — за особисту мужність і самовіддані дії, виявлені у захисті державного суверенітету та територіальної цілісності України, вірність військовій присязі[1].
- Медаль «За військову службу Україні» (17 квітня 2022) — за особисту мужність і самовіддані дії, виявлені у захисті державного суверенітету та територіальної цілісності України, вірність військовій присязі[2].
- Медаль «Захиснику Вітчизни» (16 серпня 2022) — за особисту мужність і самовідданість, виявлені у захисті державного суверенітету та територіальної цілісності України, вірність військовій присязі, сумлінне та бездоганне виконання службового обов'язку[3];
- відзнака Президента України «За участь в антитерористичній операції» (2016).

## Вшанування пам'яті
Рішенням позачергової сесії Харківської міської ради, яка відбулася 22 листопада 2023 року, в місті перейменували 26 вулиць, назви яких були пов'язані з росією та її союзниками. Колишня вул. Чкалова в Київському районі м. Харкова стала носити ім'я Вадима Манька.
Напередодні другой річниці повномасштабної війни, у Харківському ліцеї № 54, в якому навчався Вадим, відкрили меморіальну дошку.